# Station Przechlewo
Station Przechlewo is een spoorwegstation in de Poolse plaats Przechlewo.